# 오사토정 (사이타마현)
오사토정(大里町)은 사이타마현 북부에 위치했던 정이다. 2005년 10월 1일, 구마가야시 및 오사토군 메누마정과 합병해 새로운 구마가야시의 일부가 되었기 때문에 소멸했다.

## 역사

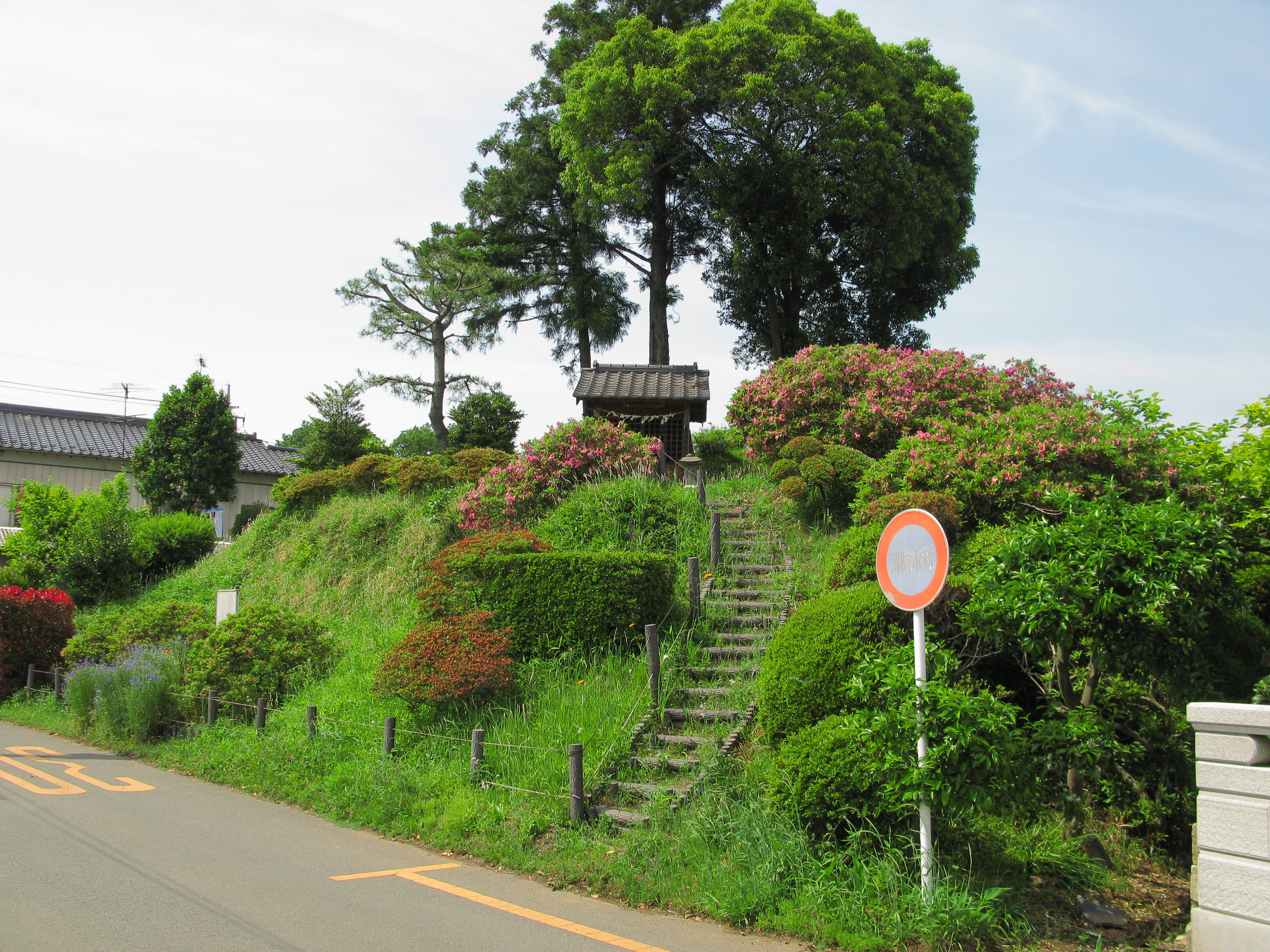
도칸야마 고분

- 1955년 1월 1일 - 오사토군 이치다촌, 요시미촌과 합병해 오사토촌이 성립하였다.
- 2002년 4월 1일 - 정으로 승격해 오사토정이 되었다.
- 2005년 10월 1일 - 구마가야시 및 오사토군 메누마정과 합병해 새로운 구마가야시의 일부가 되었다.

## 교통

### 도로
- 국도 제407호선